# مایکل فلگیت
مایکل فلگیت (انگلیسی: Michael Felgate؛ زادهٔ ۱ آوریل ۱۹۹۱) بازیکن فوتبال است.